# Beautiful Life (Guy Sebastian)
Beautiful Life è il secondo album in studio del cantante australiano Guy Sebastian, pubblicato nel 2004.

## Tracce
1. Out with My Baby (Guy Sebastian/Robin Thicke/James Gass)
2. Kryptonite (Guy Sebastian/Beau Dozier)
3. Sweetest Berry (Jamey Jaz/David Ryan Harris)
4. Wait (Guy Sebastian/Brian McKnight)
5. Back in the Day (Guy Sebastian/Fredrik "Fredro" Odesjo/Mats Berntoft)
6. I Wish (Stevie Wonder)
7. Anthem of Why (Guy Sebastian/Karlsson/Pontus Winnberg/Henrik Jonback)
8. Story of a Single Man (Guy Sebastian/Julian Bunetta)
9. How (Robin Thicke)
10. Forever with You featuring Mýa (Guy Sebastian)
11. Make Heaven Wait (Jack Kugell/Jamie Jones/Jason Pennock/Martin Kember/David Garcia)
12. Fiend for You (Guy Sebastian/Robin Thicke/Robert Daniels/James Gass)
13. Oh Oh (Guy Sebastian/Jarrad Rogers)
14. Beautiful Life featuring Rashaan (Guy Sebastian/Jarrad Rogers/Rahsaan Patterson)